# XGirl
《XGirl》是樂視在2013年推出的懸疑推理破案劇。
XGirl是由周秀娜、張經偉、李昕岳、王茗主演的一齣推理劇。本劇在描述三個身份不明的美麗大妞擁有神秘的超能力，小警官陳濤決定幫助三人尋找各自身分的故事

## 劇情簡介
三個妖艷美麗的大妞一絲不掛地在一個空房間中醒來，她們忘記了一切過往，甚至自己的身份都完全不知。突如其來的追兵更是讓她們困惑和恐懼，她們合力逃脫，驚奇地發現在各自的身上都有著超於常人的特異功能。小警官屌絲陳濤誤打誤撞地救下了三個美妞，並從此居於一室。陳濤決定幫助三人尋找各自的身份，作為交換，三個女孩用自己的特異功能幫陳濤偵破無數離奇案件。她們每接近真相一步，也就離危險更近一步，看似波瀾不驚的生活其實危機重重，而她們卻完全不知這一切都處於一個大陰謀之中……

## 演員列表
| 演員   | 角色     | 介紹 | 登場集數 |
| 周秀娜 | 孫小美   | 24歲左右，在她身上足以體現出“一半海水，一半火焰”反差極大的雙重性格，時而熱情，時而文靜，時而清純，時而性感，她毫不吝嗇展現出自己的“女性特質”，以獲取自己需要的東西，必要時刻出賣色相也在所不惜。 她對別人的微表情觀察入微，能十分準確地通過人的微表情和細小的肢體動作判斷出一個人的內心活動，在偵破案件的過程中起到了相當重要的輔助作用。 | 全劇     |
| 李昕岳 | 林宛如   | 24歲左右，典型的冷面美人，高貴冷艷，氣場強大，身材性感，一副斯文的眼鏡也不能遮住她的妖嬈氣質。 頭腦知識儲備豐富，她的出現是對“胸大無腦”這一謬論的極大駁斥。她對周圍環境的每一絲細節都觀察入微，並能相應地做出理性判斷，有著超於常人的邏輯分析能力，對於偵破案件起到了至關重要的作用。 | 全劇     |
| 王茗   | 夏雪     | 20歲左右，溫柔，文靜，有同情心，十分靦腆，她是一個典型的“萌族”少女。 她相信世間擁有真情，相信世界上的一切美好，在偵破案件的過程中，她體會真情冷暖，十分無奈於人心險惡。她最喜歡的事情並不是破案，而是打理家務，她做得一手好飯，給予其他三人大姐姐一般的照顧。 她對數字有著敏感的預知能力，總是能準確地報出未知兇手的相關信息，這也是她在案件偵破中不可替代的一點。 雖然三人中最為溫順，但她卻有著非一般的身手，在危急時刻，她就像變身一樣化為“美女戰士”，用自己強大的搏擊能力保護自己的小伙伴們，每每此時，她身上總是籠罩著功夫女星的光環，讓人心服口服 | 全劇     |
| 張經偉 | 陳濤     | 25歲左右，他為城市中萬千屌絲男士代言，沒錢沒房沒女人，最大的特長就是耍賤。 身為警官的他十分平庸，甚至常常被同事及領導忽略，視為空氣。正如其他屌絲一樣，他視每位美女為女神，常常在內心中意淫，三個女孩也不例外，尤其是夏雪，幾乎全裸地住進了他的內心。 自從遇到三個女孩之後，他有如神助，總是能用最快的速度破案，讓同事和領導對他刮目相看，自此，他也對三個女孩十分依賴。在30集暴露黑衣人身份，目前好壞不知。 | 全劇     |
| 刁羽   | 教授     | 出現於第一集,被黑衣人所殺 | 1        |
| 高健   | 黑衣人/A | 黑衣人組織的成員 | 1        |
| 趙京南 | 黑衣人/B | 黑衣人組織的成員 | 1        |
| 沈婷婷 | 潘露露   | 《冰封的浴缸》女死者 |          |
| 周沐傑 | 王子健   | 成功人士,與潘露露有曖昧 |          |
| 董成誠 | 劉虎     | 深愛潘露露 |          |
| 韓欣霖 | 黑臉大漢 | |          |
| 馬曉盟 | 瘦子     | |          |
| 邱天昊 | 小五子   | |          |
| 於磊   | 雞哥     | |          |
| 蔣金陽 | 雞哥小弟 | |          |
| 白智傑 | 王小牛   | 死者 |          |
| 孫率航 | 朱總     | 殺王小牛的兇手 |          |
| 丁元皓 | 維清     | |          |
| 叢竹一 | 安娜     | |          |
| 楊永   | 趙海     | |          |
| 李寧   | 吳貴     | |          |
| 李曼依 | 田露     | |          |
| 關澤強 | 莫少成   | |          |
| 蔣典   | 崔波     | |          |
| 陳威旭 | 周建     | |          |
| 呂一丁 | 張志明   | |          |
| 郭靜林 | 張婷婷   | |          |
| 鄭佩琳 | 阿麗     | |          |
| 董博睿 | 王軍     | |          |
| 包子   | 出租司機 | |          |
| 孟嬌霞 | 樊瀟     | |          |
| 聶子軒 | 航帆     | |          |
| 肖詠佳 | 孫念晴   | |          |
| 古婭茹 | 周小蓮   | |          |
| 劉夢珂 | 芮媛     | |          |
| 李嘉熙 | 楊殘雪   | |          |
| 王瓏諺 | 辛雅妍   | |          |
| 陳菲   | 宇潔     | |          |
| 趙一維 | 胡嘉     | |          |

## 電視劇歌曲
| 曲別   | 歌名         | 作詞   | 作曲   | 演唱者 |
| 片尾曲 | 難題無解     | 小5    | 小5    | 小5    |
| 片尾曲 | 插翅難飛     | 崔恕   | 魯士郎 | 崔恕   |
| 插曲   | 如果回憶能死 | 孫子涵 | 孫子涵 | 孫子涵 |

## 外部連結
- 《XGirl/妙探三姐妹》电视剧_高清全集在线观看_演员表_剧情介绍-乐视网 （页面存档备份，存于）